# Glorious Revolution

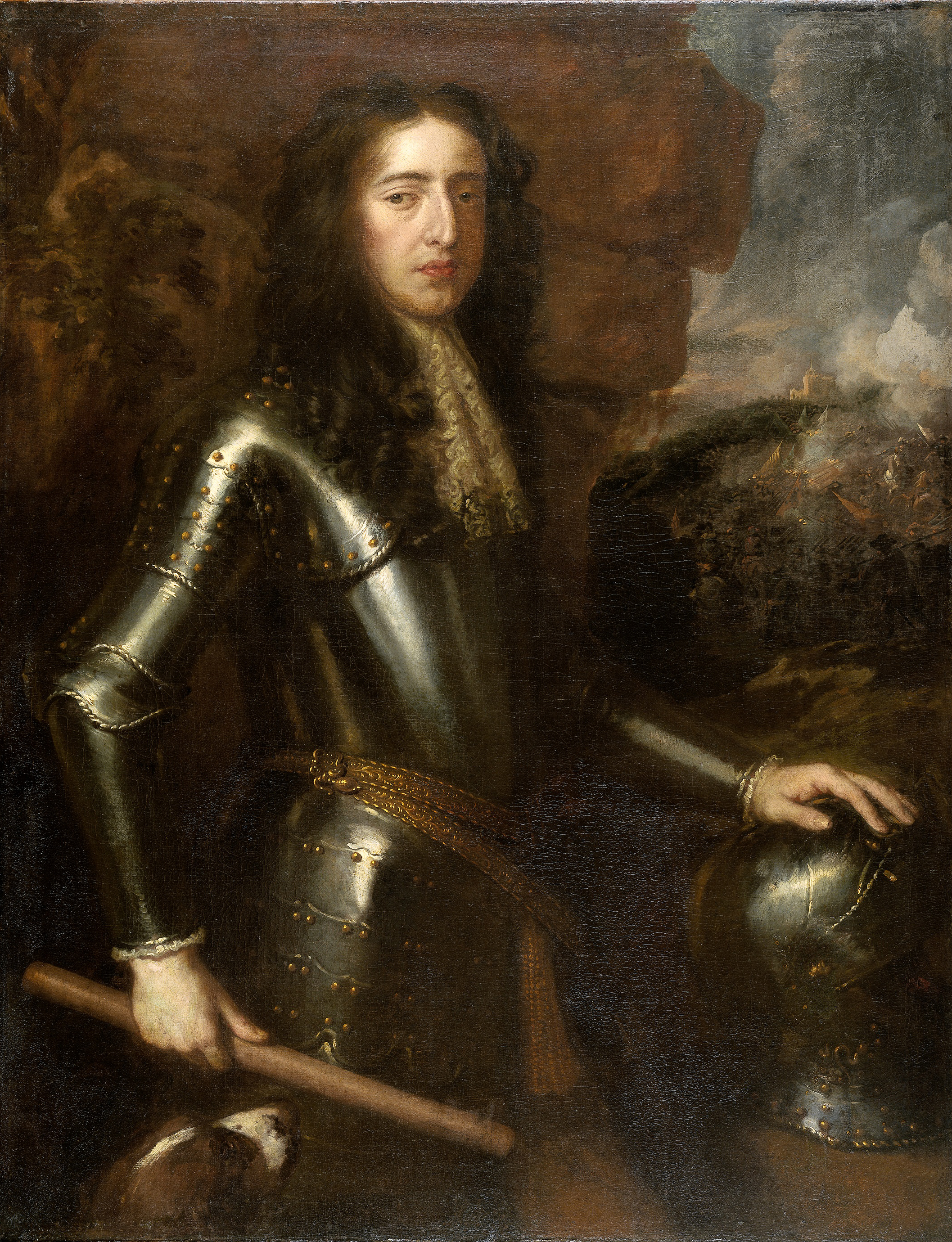
Wilhelm von Oranien bestieg nach der Glorious Revolution als Wilhelm III. den englischen Thron

In der Glorious Revolution – der Glorreichen Revolution – von 1688/1689 entschieden die Gegner des königlichen Absolutismus in England den seit Beginn des 17. Jahrhunderts geführten Machtkampf mit dem Stuartkönigtum endgültig zu ihren Gunsten. Sie schufen mit der Durchsetzung der Bill of Rights die Grundlage für das heutige parlamentarische Regierungssystem im Vereinigten Königreich. Seit der Revolution ist dort der König nicht mehr allein, sondern nur in Verbindung mit dem Parlament (King-in-parliament) Träger der Staatssouveränität.
Mit der Revolution endete die Politik religiöser Toleranz, die König Jakob II. von England, der selbst zum Katholizismus konvertiert war, gegenüber Katholiken betrieben hatte. Während die protestantischen Dissenters  mit der Toleranzakte Glaubensfreiheit zugesichert bekamen, galten für die Katholiken nach der Revolution für über ein Jahrhundert diskriminierende Regelungen. Nach dem Sturz des katholischen Monarchen bestieg Wilhelm III. von Oranien, Jakobs Neffe und Schwiegersohn, gemeinsam mit Jakobs protestantischer Tochter Maria II. den Thron.
Bereits die Zeitgenossen verwendeten die Bezeichnung Glorreiche Revolution in bewusstem Gegensatz zu den Wirren des Englischen Bürgerkriegs, der mit der Hinrichtung König Karls I. und der Errichtung einer Republik unter Oliver Cromwell geendet hatte. Man war der Auffassung, dass der vergleichsweise unblutige Umsturz von 1688/1689 auch deshalb von Erfolg gekrönt war, weil ihn die „Gloriole“ eines neuen Königtums umstrahlt habe.

## Überblick
Bereits Jakobs Bruder Karl II., der England von 1660 bis 1685 regierte, stand in seinen persönlichen Glaubensüberzeugungen dem Katholizismus nahe. Um seine erst 1660 restaurierte Herrschaft nicht zu gefährden, schützte er jedoch die verfassungsmäßigen Rechte der anglikanischen Staatskirche und erließ Gesetze gegen Katholiken und Nonkonformisten. Diese Politik wurde von großen Teilen der Bevölkerung, der Gentry und des Hochadels sowie von Parlament und Kirche unterstützt. Erst auf dem Sterbebett konvertierte Karl II. zum Katholizismus.

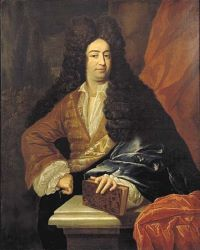
Francisco Lopes Suasso, Baron d’Avernas le Gras, um 1700 (Jüdisches historisches Museum in Amsterdam)

Jakob hatte diesen Schritt bereits Ende der 1660er Jahre getan. So entstand 1685 die Situation, dass ein Katholik König von England und Oberhaupt der Anglikanischen Kirche wurde. Zudem war er Befürworter einer absolutistischen Monarchie nach französischem und spanischem Vorbild. Bald nach seiner Thronbesteigung am 23. April 1685 ging Jakob auf Konfrontationskurs mit den Whigs. Jakob betraute auch Katholiken mit Ämtern am Hof, in der Verwaltung und in der Armee, womit er sich über Gesetze wie die Testakte hinwegsetzte. Dazu glaubte er sich aufgrund seines absolutistischen Herrschaftsverständnisses berechtigt. Gleichzeitig übte er aber auch Toleranz gegenüber protestantischen Nonkonformisten wie den Quäkern.
Da Jakob keinen männlichen Erben hatte und seine beiden aus erster Ehe stammenden erbberechtigten Töchter Maria und Anne protestantisch erzogen waren, nahmen große Teile der englischen Bevölkerung und Teile der anglikanischen Kirche seine Politik zunächst hin. Es bestand die begründete Aussicht, dass die Politik des bereits über 50-jährigen Königs nach seinem Tod rasch revidiert werden könnte. Insbesondere die anglikanische Hochkirche, die seit jeher das gottgegebene Herrschaftsrecht der Könige (Divine Right) verteidigt hatte, argumentierte, man dürfe auch einer katholischen Obrigkeit nicht den Gehorsam verweigern oder ihr gar Widerstand entgegensetzen. Dies änderte sich erst, als Jakob die anglikanischen Bischöfe zwingen wollte, eine Toleranzerklärung gegenüber dem Katholizismus von den Kanzeln verlesen zu lassen. Mit der Weigerung der Bischöfe gaben sie das Prinzip der non resistance auf, das sie von jeher zur stärksten Stütze des Königtums gemacht hatte.
Der letzte Anstoß zur Einigung aller politischen und religiösen Gegner des Königs aus Parlament, Adel und Kirche erfolgte jedoch aus dynastischen Gründen: Als dem König und seiner zweiten Frau, der streng katholischen Maria Beatrix von Modena, im Sommer 1688 ein Sohn geboren wurde, drohte die dauerhafte Etablierung einer katholischen Dynastie. Auch die anglikanischen Bischöfe stimmten nun mehrheitlich zu, die protestantische Tochter des Königs, Maria, und ihren calvinistischen Ehemann, Wilhelm von Oranien, den Generalstatthalter der Niederlande, ins Land zu rufen und ihnen gemeinsam die Krone anzutragen. Dieser folgte dem Ruf vor allem aus bündnispolitischen Erwägungen. Wilhelm sah die Chance, England für das Lager der Gegner König Ludwigs XIV. von Frankreich zu gewinnen.
Nach der Einladung durch eine Gruppe von Adligen, die Immortal Seven, setzte Wilhelm von Oranien im Herbst 1688 mit einer starken Söldnerarmee nach England über, um dem „bedrängten englischen Volk“ zu Hilfe zu eilen. Francisco Lopes Suasso, Bankier in der Republik der Sieben Vereinigten Provinzen, finanzierte die Expedition nach England mit 2 Millionen Gulden.
Wilhelms Landung war die letzte erfolgreiche Invasion Englands seit 1485. Jakob II. sah sich aufgrund des Überlaufens zahlreicher Adliger zu Wilhelm außerstande, diesem militärisch zu begegnen, und floh nach Frankreich. Das Staatssiegel warf er auf seiner Flucht in die Themse. Dies wurde von seinen Gegnern als Abdankung interpretiert, so dass seine Tochter und sein Schwiegersohn als Maria II. und Wilhelm III. den vakanten Thron besteigen konnten.
Trotz mehrerer Versuche einer gewaltsamen Rückeroberung gelang es Jakob II. und seinen Erben nicht, ihre Ansprüche auf die Krone erneut geltend zu machen. Jakob starb am 16. September 1701 im französischen Exil. Bis zur Mitte des 18. Jahrhunderts kam es zu einigen Aufständen ihrer Anhänger, der Jakobiten. Doch Wilhelm gelang es, seine Herrschaft in England zu stabilisieren. Er stärkte durch seine Gesetzgebung maßgeblich den englischen Parlamentarismus, übte religiöse Toleranz nur gegenüber den protestantischen Dissenters und konnte sicherstellen, dass auch nach seinem Tod im Jahr 1702 und der Thronbesteigung Annes, einer weiteren Tochter Jakobs II., keine Annäherung Englands an Frankreich mehr stattfand.

## Vorgeschichte
Die Glorreiche Revolution war ein vor allem auf religiösen Motiven basierender Vorgang, der durch politische Erwägungen aller Beteiligten zusätzlich verschärft wurde. Eine wichtige Rolle spielte hierbei die Church of England, die durch Heinrich VIII. von Rom abgespalten worden war. In den seiner Entstehung folgenden Jahren stabilisierte sich der zwar „katholisch“ (episkopal) verfasste, aber in der Lehre vorherrschend calvinistische Anglikanismus, und auch die Versuche Maria Tudors, England wieder zu katholisieren, blieben erfolglos.
Durch das Elizabethan Settlement von 1559 wurde der König von England zugleich auch zum „Supreme Governor of the Church“ ernannt und somit die Trennung von Rom untermauert. Die Einführung des Book of Common Prayer wiederum spaltete die Reformationsbewegung und führte zur Gründung der puritanischen Bewegung, die in den folgenden Jahren immer stärkeren Zulauf erhielt und neben einer strengen Sittenlehre die Unabhängigkeit der Kirche vom Königtum forderte. Gleichzeitig radikalisierten sich die Bevölkerung und die Geistlichkeit zu einem strikten Antikatholizismus, verstärkt durch die Exkommunikation Königin Elisabeths 1570, das Vorgehen der spanischen Armada gegen England 1588, den Gunpowder Plot von 1605 (eine katholische Verschwörung gegen Jakob I. und das Parlament), die Furcht vor einer katholischen Invasion in den 1620er Jahren und den Ausbruch der Irischen Rebellion von 1641. Antipapismus (Anti-Popery) wurde so zu einem unabdingbaren Grundfaktor der englischen Gesellschaft des 17. Jahrhunderts, und zwar nicht nur auf nationaler, sondern auch auf lokaler Ebene.
Im starken Gegensatz dazu stand die Politik der Krone, die mit einer Annäherung erst an das katholische Spanien und später an das ebenfalls katholische Frankreich im diametralen Gegensatz zu den Erwartungen des Volkes und eines großen Teils des Adels handelte. Auch die von Karl I. maßgeblich geförderte arminianische Kirchenpolitik, die eine stärkere Formalisierung der Kirchenliturgie vorsah und zentrale Elemente der calvinistischen Kirchenreformen rückgängig zu machen suchte (z. B. in der Kleiderordnung, der Rolle des Presbyteriums und der Abendmahlsliturgie), schürte das Misstrauen gegen die Krone. Immer stärker begann sich die Überzeugung durchzusetzen, dass ein „in katholische Verschwörungen verwickelter König das Anrecht auf Gehorsam verwirkt“ hatte. 1637 kam es über diesen Konflikt zum organisierten Widerstand in Schottland, den Karl im Jahr 1640 mit einem Einmarsch seiner Truppen (Bischofskriege) beantwortete. Ein Parlament, welches er hierzu hatte einberufen lassen, das seine finanziellen Forderungen jedoch nicht unterstützte, wurde von ihm bereits nach drei Wochen wieder entlassen (Kurzes Parlament). Nachdem die englische Armee Ende August jedoch von schottischen Truppen geschlagen worden war und sich diese in Nordengland festsetzten, sah sich der König gezwungen, ein neues Parlament (Langes Parlament) einzuberufen und einen Waffenstillstandsvertrag zu unterschreiben.
Das Lange Parlament konnte von Beginn an einen Teil der königlichen Souveränität an sich reißen, indem es die Friedensverhandlungen mit Schottland und die Bezahlung der Armee zu handhaben verlangte. Gleichzeitig richtete sich sein Handeln gegen die unmittelbare Umgebung des Königs, vor allem gegen den königlichen Berater und Katholiken Thomas Wentworth, 1. Earl of Strafford, gegen den ein Amtsenthebungsverfahren eingeleitet wurde. Ebenfalls angeklagt wurde Erzbischof Laud, was die faktische Entmachtung der kirchlichen Gerichte und damit den Kollaps der staatlich-kirchlichen Zensur zur Folge hatte.
Verschärft wurde der Konflikt zwischen Parlament und König im Mai 1641, als ruchbar wurde, dass Karl ernsthaft erwog, die Reste seiner Armee für eine Befreiung Straffords aus dem Tower einzusetzen (Army Plot). Das Unterhaus sprach daraufhin ein Todesurteil gegen Strafford aus. Öffentliche Proteste und Demonstrationen vor dem Oberhaus und dem königlichen Palast sorgten schließlich dafür, dass der König seinen früheren engen Berater fallen ließ. Das Parlament verschärfte in der Folge seinen Kurs gegen den König, beschnitt dessen Recht zur Auflösung des Parlaments, schaffte wesentliche durch den König eingeführte Steuern und Abgaben ab und löste besondere Regierungsorgane (Gerichtshöfe) auf, die dem König direkt unterstanden. Auch die Grand Remonstrance war als Angriff auf den König zu verstehen, listete sie doch alle Fehlleistungen und Rechtsverstöße der königlichen Politik seit den 1620er Jahren auf und forderte, die Verantwortlichen zu bestrafen und aus dem Umfeld des Königs zu entfernen.
Durch den Aufstand der Iren, den die Gegner Karls als erneute Verschwörung des Königs gegen das Parlament verurteilten, eskalierte die Lage vollends: Nachdem das Parlament angesichts der prekären Lage eine Kontrolle über die zur Niederschlagung des Aufstandes benötigte Armee forderte (Militia Ordinance), reagierte der König mit einer Hochverratsklage gegen mehrere Mitglieder des Unterhauses und versuchte einen Tag später, die Angeklagten unter Verletzung ihrer Immunität verhaften zu lassen. Dies scheiterte jedoch und Karl I wurde am 30. Januar 1649 hingerichtet.

### Der Englische Bürgerkrieg
Der Englische Bürgerkrieg begann am 23. Oktober 1642 und dauerte, mit einigen Unterbrechungen, bis 1649. Anfangs gelang es den königstreuen Truppen, die Armee des Parlaments zurückzudrängen; von 1645 an konnte diese sich jedoch reorganisieren und mit Unterstützung der schottischen Armee, die durch religiöse Konzessionen erneut den Norden Englands besetzte, einen Umschwung im Konflikt erreichen. 1646 ergab sich Karl I. der schottischen Armee, die ihn jedoch binnen Jahresfrist an die Parlamentsarmee auslieferte. Im Juni 1646 wurden die Kampfhandlungen daraufhin eingestellt, und eine starke Gruppierung im Parlament (Friedenspartei) versuchte, getrieben von der Angst vor einem zu starken Einfluss radikaler Kräfte in Parlament und Armee, die stehende Truppe schnellstmöglich aufzulösen. Diese wiederum sahen darin einen Versuch, die Interessen des Volkes einem billigen Kompromiss mit dem König zu opfern, und Ende Mai und Anfang Juni 1647 kam es zu Meutereien gegen das Parlament. Am 3. Juni übernahm die so in Opposition zur Friedenspartei getretene und religiös radikalisierte Armee endgültig die Bewachung des gefangenen Königs und wurde somit zur politisch dominierenden Macht im Staate.
Die Friedensverhandlungen fanden mit der Flucht Karls I. an Weihnachten 1647 und dessen militärischer Allianz mit den schottischen Streitkräften (im Gegenzug für die Einführung einer presbyterialen Kirchenverfassung in England für die Dauer von vorerst drei Jahren) ein abruptes Ende; im April brach der Zweite Bürgerkrieg aus. Er war, abgesehen von der Invasion einer schottisch-royalistischen Armee im Nordwesten, vor allem ein Aufstand einzelner Grafschaften und Regionen (insbesondere Wales, Kent, Essex) gegen die verhasste Revolutionsregierung. Militärisch dominierte die Parlamentsarmee jedoch das Geschehen und setzte den König schon im Herbst 1648 mit der Eroberung Schottlands wieder gefangen. Erneut wurden Verhandlungen mit Karl aufgenommen, und eine Einigung und die Wiedereinsetzung des Königs schien in den folgenden Monaten denkbar, denn ein nicht unerheblicher Teil der Abgeordneten schien eine Restauration des Monarchen als geringeres Übel im Vergleich zu einer weiteren Militärherrschaft zu betrachten. Da verweigerte die Armee, die einen Ausverkauf ihrer Interessen fürchtete, den gemäßigten Abgeordneten den Zutritt zum Unterhaus und erzwang das sogenannte Rumpfparlament. Weitere Verhandlungen mit dem König wurden somit unterbunden, und am 30. Januar 1649 wurde Karl gemäß dem Willen der führenden Offiziere nach einem kurzen Prozess hingerichtet: England wurde zur Republik.

### Die Herrschaft Cromwells

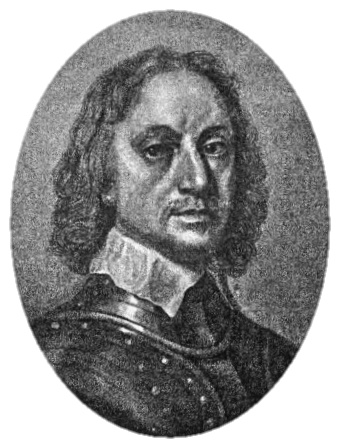
Oliver Cromwell, Lord Protector Englands

Die folgende Dekade brachte England eine republikanische Grundordnung: Bereits im Februar beschloss das verbliebene Rumpfparlament die Auflösung des Oberhauses und nur kurze Zeit später die Abschaffung der Monarchie. Auf Frieden wartete das englische Volk jedoch vorerst vergebens. Nach dem Tod Karls I. folgte ihm sein Sohn Karl II. auf den schottischen Thron. Mit der Anerkennung der schottischen Kirchenverfassung sicherte er sich die Loyalität der Bevölkerung und stieß mit einer Armee nach England vor. Oliver Cromwell gelang es jedoch, die Truppen des Königs zu besiegen, so dass dieser ins französische Exil fliehen musste (Schottland wurde als Folge in eine Union mit England gezwungen). Auch in Irland setzte Cromwell die englischen Interessen mit Gewalt durch und unterwarf das Land mit großer Brutalität. Unmittelbar daran schloss sich der Englisch-Niederländische Seekrieg (1652–1654) an, mit dem die Niederlande auf die Versuche des Rumpfparlaments reagierten, sie aus dem englischen Seehandel zu vertreiben.
1653 wurde das Rumpfparlament selbst aufgelöst und Cromwell das quasi-monarchische Amt eines Lordprotektors angetragen, das dieser zögernd annahm. Die unter ihm gewährte Religionsfreiheit wiederum sollte sich als erneuter Stein des Anstoßes in der englischen Geschichte erweisen. Mit dem Aufkommen und dem Wachstum neuer religiöser Richtungen wuchs die Angst in der englischen Gesellschaft vor Sekten und vor einer kirchlichen und gesellschaftlichen Desintegration. Der Tod Cromwells am 3. September 1658 führte binnen kurzer Zeit zu einer Rückkehr des Königs am 25. Mai 1660.

### Restauration und Herrschaft Karls II.
Karls Regentschaft erwies sich als durchaus wechselhaft. Zum einen versuchte er sich in einem Bündnis mit der französischen Krone, gipfelnd im Jahr 1670 im geheimen Vertrag von Dover (in dem der König im Gegenzug für französische Zahlungen sogar zusagte, zum katholischen Glauben zu konvertieren, wenn ihm dies innenpolitisch möglich werde), andererseits musste Karl der antifranzösischen Stimmung im eigenen Land Rechnung tragen und ließ die Verheiratung Maria Stuarts, der ältesten Tochter seines Bruders Jakob, Herzog von York, mit Wilhelm III. von Oranien und somit einem Feind Frankreichs zu. Eine erneute Spaltung der Bevölkerung und der politischen Akteure verstand es Karl indes zu vermeiden, indem er 1660 mit dem Act of Indemnity and Oblivion Republikanern und Anhängern Cromwells Straffreiheit und königliche Gnade zusicherte. Auch eine versprochene (jedoch nie eingelöste) Religionsfreiheit für „tender consciences“ tat ihren Teil dazu, den Übergang zum restaurierten System zu erleichtern. Trotzdem traten Konflikte mit früheren Republikanern und religiösen Minderheiten (vor allem die Quäker (Quaker Act) und die Presbyterianer (Uniformitätsakte)) in der Praxis durchaus auf und schließlich führte das großzügige Vorgehen des Königs in religiösen Fragen zu einer erneuten Furcht vor Sekten und Papisten, die 1673 auch zum Erlass der Testakte führte, die Katholiken von sämtlichen zivilen und militärischen Staatsämtern ausschloss.
Genährt wurde die antikatholische Stimmung 1678 durch die Aufdeckung einer angeblichen „Papisten-Verschwörung“, die eine Einführung des Katholizismus in England plane, um anschließend den König zu ermorden und London niederzubrennen. Obwohl frei erfunden, sorgte diese Geschichte von Titus Oates für eine Hysterie unter der Bevölkerung und trug zum Ausbruch der sogenannten Exklusionskrise bei. In ihr versuchte die politische Opposition der Whigs, den sich offen zum Katholizismus bekennenden Jakob per Gesetz von der Thronfolge auszuschließen (Exclusion Bill). Er war auch bereits vorher das wohl prominenteste Opfer der Testakte geworden, bei deren Verabschiedung er das Amt des Lord High Admiral hatte abgeben müssen.
Die Reaktion des Königs erfolgte in Form der Auflösung des Parlaments und einer scharfen Verfolgung der Nonkonformisten, die durch die Aufdeckung der Rye House Plots, einer nach dem Leben des Königs und des Herzog von York trachtenden Verschwörung, zusätzlich verschärft wurde. Das Verhältnis zwischen Hof/Regierung und den Dissenters blieb auch über den Tod Karls II. hinaus gespannt, und als der Herzog von Monmouth, ein illegitimer, im Volk aber sehr populärer Sohn Karls II., Jakob II. mit einer Invasion und einem militärischen Aufstand im Jahr 1685 den Thron streitig machen wollte, befanden sich unter den Rebellen auch viele Whigs. Karl II. starb am 6. Februar 1685, nachdem er noch auf dem Sterbebett zum Katholizismus übergetreten war.

## Der Kampf um die Krone

### Die Herrschaft Jakobs II.

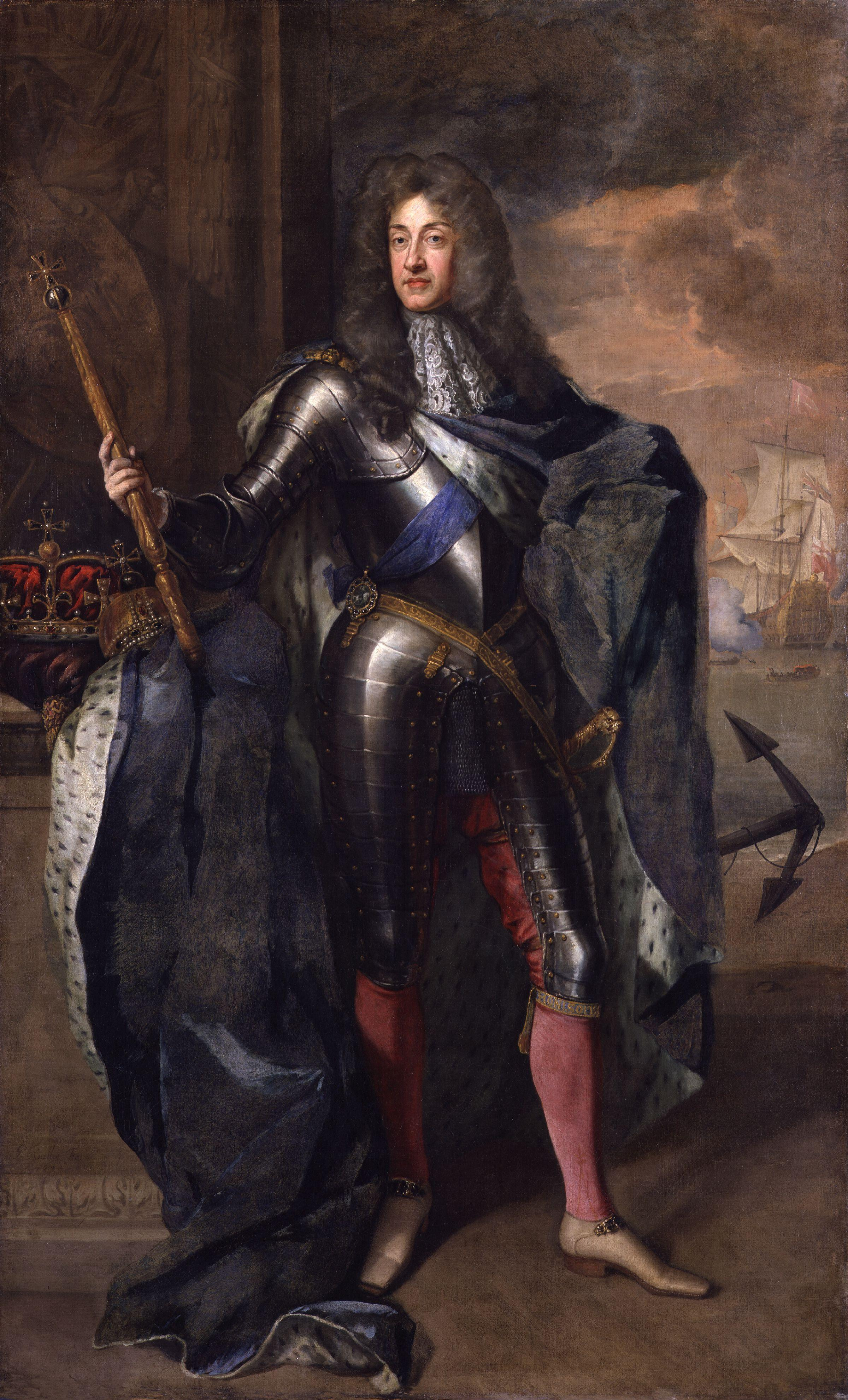
Jakob II., hier als Herzog von York

Anders als sein Bruder hielt Jakob II. nichts von Zurückhaltung im Konfessionsstreit. Der überzeugte Katholik setzte sich von Beginn seiner Amtszeit für eine weitgehende Toleranz gegenüber dem Katholizismus in England ein. Dabei dominierte ihn die Vorstellung, dass sich die katholische Kirche bei einer solchen Tolerierung ganz natürlich gegen die anglikanische Kirche und die zahlreichen sektiererischen Abspaltungen durchsetzen werde und auf diesem Wege eine vollständige Restauration im Land erreicht werden könnte. Jakobs Toleranzpolitik erstreckte sich aber auch auf radikale protestantische Denominationen wie die Quäker.
Zuerst einmal galt es jedoch, die Monmouth-Rebellion niederzuschlagen. Dies fiel dem durch Adel und Parlament gestützten Monarchen zu diesem Zeitpunkt indes nicht schwer, und obwohl Monmouth beliebt war und seine Invasionstruppen Verstärkung durch zahlreiche Dissenters aus dem Volk erhielten, konnte ihn Jakob am 5. Juli 1685 bei Sedgemoor vernichtend schlagen. Monmouth und etliche seiner Anhänger wurden hingerichtet (Bloody Assizes).
Anschließend wandte sich Jakob erneut dem Versuch zu, die ihm verhassten Whigs zu schwächen und gleichzeitig die Rechte der katholischen Minderheit zu stärken. Eine Reform der Wahlbezirke (Chartered Boroughs) brachte den Tories in den Parlamentswahlen des gleichen Jahres (1685) eine starke Mehrheit und Jakob damit ein Parlament nach seinen Wünschen. Nachdem bereits eine im Januar 1685 erlassene allgemeine königliche Gefangenenamnestie die Katholiken besonders begünstigt hatte, wandte sich Jakob vom Sommer 1686 an der Aufgabe zu, katholischen Untertanen den Staatsdienst unter Umgehung der 1673 eingeführten Testakte (Suprematseid und Testeid) zu öffnen. Sowohl im Kronrat als auch in der Armee und der ländlichen Verwaltung (d. h. in den Reihen der Friedensrichter) positionierte der König Glaubensbrüder; als der Bischof von London, Henry Compton, hiergegen aufbegehrte, wurde im Sommer 1686 der Court of Ecclesiastical Commission eingerichtet, ein Prärogativgericht zur Kontrolle der Kirche. Dieses rechtlich sehr umstrittene Konstrukt (König und Parlament hatten eine entsprechende Einrichtung 1641 und 1660 noch abgelehnt) nutzte Jakob nicht zuletzt dafür, die beiden Universitäten des Landes (Oxford und Cambridge) zu einer Aufnahme von Katholiken in den Lehrkörper zu zwingen.
Auch unter den Tories sorgte der königliche Kurs für Misstrauen, das durch die Versuche Jakobs, auch über die Niederschlagung des gegen ihn gerichteten Aufstands hinaus ein stehendes Heer zu unterhalten, noch verstärkt wurde. Wenig kompromissbereit zeigten sich die Abgeordneten deshalb auch bei Jakobs Ansinnen, die Testakte aufheben zu lassen und die Öffnung des Staatsdienstes und kirchlicher Institutionen für Katholiken somit zu legitimieren. Als der König damit scheiterte, entschied er sich zwischen November 1686 und März 1687 für eine radikale Wende in seiner Politik, in der er eine Reihe einflussreicher Tories aus ihren Ämtern entließ und sich seinen bisherigen Gegnern, den Whigs und mit ihnen den Dissenters, zuzuwenden begann. Jakobs neues Ziel war es nun, die Whigs für seine Toleranzpolitik zu gewinnen, um mit diesen dann in einem neu gewählten Parlament entsprechende Gesetzesänderungen zu erreichen.
Um sich die politische Unterstützung sowohl der Whigs als auch der Dissenters zu sichern, erließ der König am 4. April 1687 eine Toleranzerklärung (Declaration of Indulgence), die den bisher unterdrückten Sekten und Katholiken eine Reihe von Freiheiten (z. B. Recht auf Versammlung, Ende des 3-Meilen-Banns etc.) zugestand, und entließ drei Monate später das Parlament. Die mit der Toleranzerklärung verknüpfte Hoffnung Jakobs auf eine weitere Zersplitterung der reformierten Kirche erfüllte sich indes nicht: Stattdessen entfachte der Schritt des Königs eine lebhafte Diskussion darüber, ob die Krone einseitig ein mit dem Parlament gemeinsam verabschiedetes Gesetz außer Kraft setzen dürfe.
Nachdem Jakob bereits zahlreiche Friedensrichterpositionen mit katholischen Anhängern hatte besetzen lassen, folgte im Oktober 1687 eine weitere Entlassungswelle all der „Justices of Peace“, die auf Anfrage eine Aufhebung des Clarendon Codes wie der Testakte pauschal abgelehnt hatten. Trotz dieses Vorgehens blieben die Ziele Jakob II. zu dieser Zeit noch darauf beschränkt, die Stellung der katholischen Bevölkerung zu verbessern und seiner Religion eine langfristige Tolerierung zu ermöglichen. Begründet lag dies nicht zuletzt in dem Wissen, dass wegen seiner Kinderlosigkeit die Krone nach seinem Tode an seine mit Wilhelm von Oranien vermählte Tochter Maria fallen würde und zu weit gehende Rechte der Katholiken nach dem Thronwechsel voraussichtlich rückgängig gemacht werden würden. Dies änderte sich schlagartig, als im November 1687 deutlich wurde, dass Jakob erneut Vater werden würde und somit die Möglichkeit eines katholischen Thronfolgers bestand. Von da an verfolgte der König seine Toleranzpolitik gegenüber den Dissenters und seine Versuche, durch ein von den Whigs dominiertes Parlament Unterstützung für seinen religionspolitischen Kurs zu erhalten, mit sehr viel mehr Nachdruck.
Je stärker der König diesen Kurs jedoch verfolgte, desto stärker rückten die früheren Feinde, Dissenters und anglikanische Kirche, zusammen, verband sie doch gleichermaßen das Interesse an einem protestantischen Thronfolger. Die Geburt des Kronprinzen am 10. Juni 1688, die von großen Teilen der Bevölkerung als Betrug abgetan wurde, schweißte diese Gruppen noch enger zusammen.

### Die Revolution von 1688/1689
Die Revolution von 1688/1689 war keineswegs eine zwangsläufige Konsequenz des Handelns Jakobs II., sondern bedurfte verschiedener Impulse auch auf europäischer Ebene. Trotz des starken Widerstandes gegen seine Toleranzpolitik war 1688 nämlich noch keineswegs sicher, dass es in der Bevölkerung, in der Kirche und beim Adel zu einer starken und gegen das Königshaus gerichteten Reaktion kommen würde. Zu frisch waren noch die Erinnerungen an die Herrschaft Cromwells und die Schrecken des Bürgerkriegs. Erst Jakobs katastrophales Agieren nach der Geburt seines Sohnes ließ die Situation endgültig eskalieren.
Im Mai 1688 erließ der König eine zweite Toleranzerklärung, die zwar wenig Neuerungen gegenüber der ein Jahr zuvor verkündeten Erklärung aufwies, dieses Mal jedoch in zwei Lesungen in den Gottesdiensten des ganzen Landes verkündet werden sollte. Die anglikanische Geistlichkeit wurde damit einem enormen Gewissensdruck ausgesetzt, da eine Weigerung eine Amtsenthebung durch den Court of Ecclesiastical Commission zur Folge haben würde, sich die Erklärung andererseits aber direkt gegen die Rechte der Anglikanischen Kirche richtete. In dieser Situation fassten sich im Mai 1688, kurz vor dem ersten angesetzten Termin der Verkündung, sieben Bischöfe ein Herz und verweigerten in einer Petition an den König die Kanzelverlesung der Deklaration. Jakob entschied sich daraufhin, den Widerständlern den Prozess vor dem Kirchengerichtshof zu machen, und ließ sie in den Tower sperren. Dieser Prozess der sieben Bischöfe erwies sich jedoch als fatal. In der Bevölkerung und der Kirche wurden die Sieben wie Märtyrer gefeiert, große Menschenmengen pilgerten zu ihrer Unterstützung zum Tower, Wachleute ließen sich von ihnen segnen und die Verlesung des königlichen Edikts scheiterte desaströs. Auch der Prozess selbst ging für die Krone verloren, denn das Gericht wagte es, die Bischöfe von der Anklage der „aufrührerischen Verleumdung“ freizusprechen.
Das Verfahren sorgte zudem für einen außerordentlich bedeutsamen Stimmungsumschwung unter den Tories und den Anhängern der Staatskirche: Die 1662 zum Gesetz erhobene und von den Anhängern der Krone bislang widerspruchslos akzeptierte Non Resistance Idee (die Ablehnung jeglichen Widerstands gegen den König) erschien nun nicht mehr unumstritten, da selbst in der hohen Geistlichkeit nicht sakrosankt. Der Prozess sorgte somit für ein endgültiges Zusammenrücken der oppositionellen Kräfte sowohl der Whigs und Dissenters als auch der Tories und Anglikaner.
Von da an mehrten sich die Zeichen, dass die Regierung an verschiedenen Orten die politische Kontrolle über das lokale Geschehen zu verlieren begann. Katholische Lord Lieutenants und Friedensrichter beklagten sich in wachsendem Maße darüber, dass die protestantischen Untertanen ihnen den Gehorsam verweigerten. An anderen Orten wurden Gerichtsverfahren gegen Katholiken vorgenommen, die im Widerspruch zu bestehenden Gesetzen staatliche Ämter bekleideten. Gleichzeitig nahm die Zahl gegen das Königshaus gerichteter politischer Flugschriften stark zu, während immer häufiger der Ruf nach einer Unterstützung durch den Schwiegersohn des Königs, Wilhelm von Oranien, laut wurde.
Nachdem Jakobs Freund und Verbündeter Ludwig XIV. durch sein Edikt von Fontainebleau ab 1685 eine Fluchtwelle von etwa einer Viertelmillion Hugenotten in die protestantischen Länder Europas ausgelöst, zwei Jahre später aber die Massenemigration untersagt hatte und eine gewaltsame Lösung suchte, steigerte sich die antikatholische Stimmung bis zur Panik. Wilhelm selbst plante bereits seit längerem ein Eingreifen in England, da er durch die pro-französische Politik Jakobs ein weiteres Erstarken der katholischen Kräfte in Europa befürchtete und im vom englischen König forcierten Aufbau eines stehenden Heeres eine unmittelbare Gefahr für seine Interessen sah. Dabei war ihm daran gelegen, den Eindruck einer feindlichen Invasion nicht entstehen zu lassen.
Im April 1688 bat er eine Gruppe einflussreicher Angehöriger des Ober- und Unterhauses, unter ihnen auch Compton, ihm eine förmliche Einladung zukommen zu lassen. Gleichzeitig versicherte er sich der Unterstützung des Kaisers Leopold I. und der deutschen Fürsten für sein Unternehmen. Nachdem im Juni der gesunde Thronfolger zur Welt gekommen war, fielen letzte Bedenken und die sogenannten Immortal Seven kamen Wilhelms Aufforderung schließlich nach. Wilhelm konnte nun die Invasion vorbereiten, indem er die niederländischen Generalstände überzeugte, ihm Geld und Truppen zur Verfügung zu stellen. Hierbei spielte ihm der im September ausgebrochene Pfälzische Erbfolgekrieg in die Hände, der das geplante Unternehmen als Präventivmaßnahme gegen eine Erneuerung des anglo-französischen Bündnisses, das 1672 beinahe zum Untergang der niederländischen Republik geführt hätte, erscheinen ließ. Viele englische Adlige und Militärs, darunter der spätere Herzog von Marlborough, sagten Wilhelm im Voraus ihre Unterstützung zu.
Im November 1688 landeten Wilhelms Truppen bei Torbay in Südwestengland und wurden dort von der Bevölkerung begeistert aufgenommen. Die ihm entgegengesandten Truppen Jakobs II., die durch irische Kämpfer verstärkt worden waren, leisteten den Invasoren wenig Widerstand; Wilhelms kluges Vorgehen sowie eine freundliche Haltung gegenüber der Zivilbevölkerung sorgten für ein Überlaufen zahlreicher englischer Offiziere und Soldaten. Zusätzlich schwächte sich Jakob selbst, indem er die Königin und seinen Sohn nach Frankreich bringen ließ und selbst zu fliehen versuchte. Erst nach dem zweiten Versuch gelang ihm dies im späten Dezember 1688, nicht ohne das Große Staatssiegel in der Themse zu versenken und den Aufständischen Vergeltung anzudrohen. Der Weg für eine Thronbesteigung Wilhelms war geebnet.

### Thronbesteigung Wilhelms III.
Im Januar 1689 trat das in aller Eile neu gewählte Convention Parliament zusammen und setzte Wilhelm III. von Oranien und Maria II. mit dem Argument in die Thronfolge ein, der Thron sei vakant geworden. Damit wurde ein weiterer Streit um das Widerstandsrecht umgangen, dessen Befürworter sich nicht auf einen Konflikt mit den wieder gestärkten Tories einlassen wollten, und die Schuld am Bruch in der Thronfolge dem letzten Stuartkönig zugeschrieben. Die verfassungspolitische Regelung der Thronfolge, nach der Marias jüngere Schwester Anne Wilhelm und Maria auf den Thron folgen sollte, wurde im Frühjahr 1689 in der Declaration of Rights vorgenommen. Außerdem reservierte sich das Parlament für alle Zukunft das Recht, gemeinsam mit den königlichen Gerichtshöfen den Inhalt und insbesondere die Grenzen der königlichen Prärogative zu bestimmen. Der Krone wurde ferner das Recht bestritten, missliebige Richter in Zukunft einfach des Amtes zu entheben, gemeinsame Beschlüsse des Parlaments und der Krone einseitig außer Kraft zu setzen und schließlich eine Stellung außerhalb des Gesetzes einzunehmen. Durch die Zustimmung der Krone wurde die Declaration of Rights im Dezember 1689 in entschärfter Form zur Bill of Rights und vervollständigte damit auf der Verfassungsebene das Prinzip der Rechtsstaatlichkeit. Allerdings wäre es falsch, hierin die Begründung einer konstitutionellen Monarchie in England zu sehen. Diese basierte vielmehr auf Konzessionen, die nicht 1689, sondern erst im Zuge der nächsten zwölf Jahre erkämpft wurden.
Ende 1689 nahm das Parlament auch noch ein zweites Anliegen auf, das durch die Vorkommnisse in den vorhergegangenen Jahren unausweichlich geworden war: Mit der Toleranzakte wurde eine Regelung der Religionsfrage vorgenommen, die den Dissenters nun endlich gewisse Rechte und Freiheiten der Ausübung ihrer Religion zugestand, diese jedoch sowohl an den Huldigungs- als auch den Suprematseid knüpfte. Katholiken, Juden und Antitrinitarier blieben von der Regelung jedoch weiterhin ausgeschlossen.
Während Wilhelms Thronbesteigung in England überwiegend positiv aufgenommen wurde, traf er in den schottischen Highlands auf massiven Widerstand der Anhänger Jakobs (Jakobiten). Eine erste Erhebung unter Führung von „Bonnie Dundee“ erfolgte bereits während der Tagung des Convention Parliaments und konnte erst im Mai 1690 niedergeschlagen werden. Das harte und kompromisslose Vorgehen seiner schottischen Vertreter (z. B. beim Massaker von Glencoe (1692)) und seine antifranzösische Politik bescherten dem König zusätzlich viel Misstrauen bei seinen nördlichen Untertanen.
Noch problematischer erwies sich die Situation in Irland, in dem Jakob mit einem französischen Heer am 12. März 1689 bei Kinsale gelandet war. Unterstützt von der katholischen Bevölkerung zog er erst nach Dublin und dann nach City of Londonderry, einer protestantischen Hochburg, die er erfolglos belagerte. Am 12. Juli des Folgejahres konnte Wilhelm in der Schlacht am Boyne Jakob entscheidend besiegen und in der Folge bis 1691 die gesamte Insel zurückerobern. Jakob zog sich erneut in sein französisches Exil zurück, aus dem er nie wiederkehrte. Die Bewegung der Jakobiten, die erst Jakob, dann seinen Sohn James (the Old Pretender) und schließlich dessen Sohn Charles (Bonnie Prince Charlie) als Thronfolger einsetzen wollten, blieb bis 1746 eine Bedrohung für die Nachfolger Wilhelms.

#### Krönungszeremonie
Wilhelm von Oranien und Maria wurden am 11. April 1689 in London in der ersten und bis heute einzigen Doppelkrönung gemeinsam gekrönt. Durch diese Doppelkrönung erhoffte man sich eine Legitimitätsteigerung von Wilhelm von Oranien, da im strengen Sinne seine Frau Thronfolgerin war. Bei der Krönungszeremonie wurden ein paar wesentliche Neuerungen eingeführt. Das House of Commons nahm an der Zeremonie teil. Sie konnten von ihrer erhöhten Tribüne das Geschehen gleichsam überwachen. Der Krönungseid wurde so verändert, dass er die Monarchen an das Parlament band. Mit der neuen Eidformel versprachen sie … to govern the people of this kingdom of England … according to the statutes in parliament agreed on, and the laws and customs of the same. Schließlich wurde die Krönung nicht vom Erzbischof von Canterbury vollzogen – dieser weigerte sich, da er immer noch Jakob II. als legitimen König betrachtete –, sondern vom Bischof von London.

## Settlement und Politik nach 1689
Wilhelm III. zog England in das Kriegsgeschehen Kontinentaleuropas hinein und legte mit seiner Politik den Grundstein für die Entwicklung des Staates zur europäischen Großmacht und später zur Weltmacht. Mit seinem Coup stieg Wilhelm außerdem zu einem der Führer des protestantischen Widerstands gegen die Hegemonialbestrebungen des französischen Königs auf und fügte diesem im Frieden von Rijswijk eine empfindliche Niederlage zu. Auch im Spanischen Erbfolgekrieg erwies sich England als eine treibende Kraft, die es verstand, die französische Koalition zurückzudrängen.
Die militärischen Unternehmungen Wilhelms III. hatten zudem einen erheblichen Nebeneffekt: Die hohen Kosten der Kriegsführung machten eine gute Zusammenarbeit mit dem Parlament, dem die Bewilligung der Steuern und Einnahmen oblag, zwingend notwendig. Das Parlament ließ sich im Gegenzug von der Krone zahlreiche Konzessionen bewilligen. Den Auftakt machte 1694 die Erneuerung des Triennial Act, die eine Einberufung des Parlaments im Drei-Jahres-Rhythmus und eine maximale Dauer des jeweiligen Parlaments von drei Jahren vorschrieb. Am Vorabend des Spanischen Erbfolgekriegs folgte mit dem Act of Settlement die Festlegung einer protestantischen Erbfolge, womit sich das Parlament erstmals das Recht erstritt, die Erbfolge zu regeln (dieses Recht wurde 1707 mit dem Regency Act bestätigt). Außerdem verfügte der Act of Settlement erneut die Unabhängigkeit der Gerichte des Landes von der Regierung und trug so zur Entstehung der konstitutionellen Monarchie bei. Parallel förderte das Parlament die Entstehung einer breiten politischen Öffentlichkeit dadurch, dass es das bestehende System der Pressezensur 1695 nicht erneuerte. Die Zahl der Wahlberechtigten stieg – trotz der Erhöhung der Qualifikationen für eine Wahlberechtigung durch die Tories – an.

## Langfristige Bedeutung
Langfristig erwies sich der Umsturz als bedeutend nicht nur für die Geschichte Englands, sondern für die Entwicklung des Parlamentarismus weltweit. Da sich seit dem 18. Jahrhundert immer mehr Staaten das englische Regierungssystem zum Vorbild nahmen, prägten die in der Glorious Revolution wie die zuvor schon im Englischen Bürgerkrieg aufgeworfenen Verfassungsfragen die politische Theorie weit über Großbritannien hinaus. Ähnlich langfristig waren die Auswirkungen der Glorious Revolution auf das britische Finanzsystem. Die britische Krone hatte im Vergleich zu anderen europäischen Monarchien deutlich weniger Landbesitz. Mit der Glorious Revolution verstärkte sich die unmittelbare Kontrolle des Parlaments über die Ausgaben des britischen Königshauses. Sie führte letztlich 1717 zur Einführung des Goldstandards, was dem Lord Treasurer die Möglichkeit nahm, durch einen verringerten Edelmetallgehalt der Münzen eine versteckte Abwertung der britischen Währung vorzunehmen. Eine verstärkte Professionalisierung erfolgte auch bei der Besetzung öffentlicher Ämter. Ämter wie etwa die des Steuereintreibers wurden auf Gehaltsbasis vergeben und nicht wie in Frankreich versteigert, was zu einer größeren Steuergerechtigkeit führte. In der Mitte des 18. Jahrhunderts verfügte London aufgrund dieser soliden Form der Staatswirtschaft über eine funktionierende Börse, auf der vor allem Anleihen der britischen Regierung gehandelt wurden. Der Wertpapierhandel zog auch ausländische Investoren an. So investierten vor allem Niederländer in britische Staatspapiere. Großbritannien unterschied sich damit auch in seinem Wirtschaftssystem von europäischen Monarchien und legte so die Basis für eine wirtschaftliche und politische Entwicklung, die sehr viel ruhiger als auf dem europäischen Festland verlief.
Einige der diskriminierenden Regelungen gegen britische Katholiken endeten mit der Katholikenemanzipation. Bis heute machen sich die Folgen der „Glorious Revolution“ aber auch im Nordirlandkonflikt zwischen Katholiken und Protestanten bemerkbar.